# Anders Carlén
Anders Carlén, född 1978 och uppvuxen i Karlskoga, är en svensk författare, journalist och redaktör.
Mellan 2016 och 2018 var han chefredaktör för Vi i Villa.
Carlén har tidigare arbetat som journalist på Värnpliktsnytt och Expressen samt som redaktör och redaktionschef på Café och King. Han har även varit verksam som frilansjournalist i bland annat Bosnien, Kosovo och Israel.
År 2012 utgavs Carléns debutbok, den facklitterära Svenskar i strid, skriven tillsammans med Mattias Falk. Boken utgår från intervjuer med nio svenskar som deltagit i väpnade konflikter på olika platser runt om i världen.

### Fotnoter
1. 1 2  ”Anders Carlén”. Albert Bonniers Förlag. https://www.albertbonniersforlag.se/forfattare/35552/anders-carlen/. Läst 17 maj 2012.
2. ↑  ”M Magasin byter chefredaktör”. dagensmedia.se. 1 mars 2016. https://www.dagensmedia.se/medier/tidskrifter/m-magasin-byter-chefredaktor-6308652#conversion-751415718. Läst 4 november 2017.
3. ↑  ”Anders Carlén lämnar Vi i Villa och chefredaktörsposten”. Resumé, resume.se. 8 juni 2018. https://www.resume.se/nyheter/artiklar/2018/06/08/mats-carlen-lamnar-vi-i-villa-och-chefredaktorsposten/. Läst 9 juni 2018.
4. ↑  ”Svenskar i strid”. Albet Bonniers Förlag. Arkiverad från originalet den 20 juli 2012. https://archive.is/20120720135853/http://www.albertbonniersforlag.se/Bocker-auto/Bokpresentationssida/?isbn=9789100127398. Läst 17 maj 2012.